# گیجان
گیجان، روستایی است از توابع بخش مرزن‌آباد شهرستان چالوس در استان مازندران ایران.
این روستا یکی از قدیمی ترین روستای ایران میباشد 
اهالی روستا متشکل از دو خاندان دلیریونسی و دلیرروحی میباشند 
سلمان اسفندیاری(دلیرروحی)کد خدای محل میباشد

## جمعیت
این روستا در دهستان کوهستان (چالوس) قرار دارد و براساس سرشماری مرکز آمار ایران در سال ۱۳۸۵، جمعیت آن ۹۱ نفر (۲۴خانوار) بوده‌است. مردم گیجان از قومیت طبری هستند. مردم گیجان به زبان طبری با گویش چالوسی سخن می‌گویند.